# Ḁ
Ḁ (minuskule ḁ) je speciální písmeno latinky. Nazývá se A s kroužkem pod. Vyskytuje se pouze v přepisu paštštiny, kde značí znak ه a vyslovuje se přibližně jako české A. V Unicode má velké písmeno znak U+1E00 a malé  U+1E01. 